# Scelophysa trimeni
Scelophysa trimeni là một loài bọ hung trong họ Scarabaeidae. Loài này chỉ sống ở châu Phi, đặc biệt là ở vùng Namaqualand. Chúng có những móng di động được ở chi sau, nhất là ở những con đực. Các con đực có màu xanh da trời đậm trong khi con cái thì màu nâu đỏ. Loài bọ hung này đóng vai quan trọng trong việc thụ phấn hoa ở vùng Namaqualand, đặc biệt là cho loài Mesembryanthemum và vài loài hoa cúc vì chúng ăn phấn của loài này.